# Gregor Schoettl
‎Gregor Schoettl (tudi Schöttl), slovenski (avstrijski) filozof in fizik, * 14. februar 1732, Steyr, avstrijska Štajerska, † 4./5. november, 1777, Ljubljana.

## Življenje in delo
Schoettl je vstopil k jezuitom na Dunaju 18. oktobra 1747. Humanistični študij je nadaljeval leta 1750 v Leobnu. V Gradcu je med letoma 1751 in 1755 najprej študiral filozofijo, nato je nadaljeval s študijem matematike in jezikoslovjem. V Celovcu je v letih 1756 in 1757 poučeval slovnico (gramatiko). Teologijo je študiral v Gradcu med letoma 1758 in 1761 in tam kasneje poučeval slovnične razrede. V Celovcu je bil leta 1766 podravnatelj semenišča, veroučitelj in spovednik, na Reki pa med letoma 1767 in 1768 profesor filozofije v prvem in drugem letniku ter spovednik. V Ljubljani je bil med letoma 1769 in 1773 profesor filozofije in spovednik. Predaval je fiziko in matematiko ter občasno še moralno filozofijo. Jurij Vega je bil njegov učenec. Z Vegovim profesorjem matematike Maffeijem je moral zapustiti Ljubljano, ker nista bila več dobrodošla v mestu. Kraj njegove smrti ni omenjen.
Najverjetneje je bil Schoettl avtor prvih objavljenih sodobnih meteoroloških
opazovanj v Ljubljani. Valvasorjevi in Dolinčarjevi (1655–1718) zapiski o letih 1660 in 1781 so bili opisni in brez meritev tlaka in temperature. Schoettl je svoja opazovanja vremena med 5. januarjem 1776 in 16. majem 1776 objavljal v časopisu Des wöchentlichen Kundschaftsblattes im Herzogthume Krain, katerega urednik je bil. Meritve je objavljal po četrtinkah Luninega meseca, ki so približno enake tednom. Tega bržkone ne bi počel le zato, ker je rezultate objavljal v tedniku. Tako je v 7. številki drugega letnika 17. februarja 1776 objavil meritev petih četrtin cikla Lune. Interval objavljanja meritev je gotovo temeljil na Schoettlovi domnevi, da se vreme običajno spreminja ob polni Luni in sploh sledi Luninim menam. Luna naj bi na ozračje vplivala podobno kot na plimovanje morij. Ta domneva je bila zelo razširjena v njegovem času, saj jo je zagovarjal tudi John William Herschel.
Leta 1776 je Schoettl opazil nenavaden pojav: »Opazovanja kažejo, da je 31. dne v mesecu januarju bil barometer najvišje, ko je bil zelo mrzel veter in megla. Tlak je padel do 15. januarja ob precej jasnem vremenu. Razlika je bila 11 linij. Mraz je od 10. januarja do 2. februarja 1776, ko je bil kar najhujši, padel na 20,5 stopinj. Meritve smo opravljali z Réaumurjevim termometrom zgodaj zjutraj ob 8. uri. 9. februarja 1776, pol ure po popoldnevu, je bilo tako lepo, da se je nenavadno dobro videlo. Pokazala so se naenkrat kar tri Sonca. Resnično Sonce je bilo v sredi. Vsa tri so ležala na isti premici od zahoda. Navidezna oddaljenost (med Sonci) je bila 40 čevljev. Sosonci nista bili tako okrogli, »temveč bolj kolutasti«. Njuna stran, obrnjena proti pravemu Soncu, je bila ognjena. Z žarom osnove svojih žarkov je imelo vse skupaj obliko stožca. Ta pojav je bil viden več kot četrt ure.« Zapis kaže, da je bil Schoettl vesten in natančen opazovalec. Žal iz objavljenih podatkov ni mogoče z zagotovostjo trditi, kakšen optični pojav je povzročil trojno sliko Sonca, vidno kar 15 minut.
Schoetll je zagovarjal Newtonovo teorijo v Boškovićevi razlagi.